# OTS 44
OTS 44 è una nana bruna (o secondo alcuni astronomi una sub-nana bruna) che si trova alla distanza di 170 anni luce nella costellazione del Camaleonte. Con una massa 15 volte più grande di quella del pianeta Giove e 77 volte più piccola di quella del Sole, la si può considerare una delle più piccole che si conoscano (la più piccola è infatti Cha 110913) e le sue dimensioni sono al limite perché si creino le condizioni fisiche atte a definire questa una stella.
Questa nana bruna si trova nella regione di formazione stellare della Nube del Camaleonte. Sulla base di osservazioni nell'infrarosso con il telescopio spaziale Spitzer, OTS 44 emette un eccesso di radiazione infrarossa per un oggetto di questo tipo, suggerendo che dispone di un disco circumstellare di polveri composto da pietre e ghiaccio. Questo disco ha un raggio circa tre volte quello di OTS 44 ed è in accrescimento con un tasso di circa 10−10 masse del sole l'anno. Queste caratteristiche potrebbero sviluppare un eventuale sistema planetario.